# Dylów A
Dylów A – wieś w Polsce, położona w województwie łódzkim, w powiecie pajęczańskim, w gminie Pajęczno.
| SIMC    | Nazwa     | Rodzaj    |
| ------- | --------- | --------- |
| 0141261 | Piekiełko | część wsi |

W latach 1975–1998 miejscowość administracyjnie należała do województwa częstochowskiego.